# David Safier
Œuvres principales
- Maudit Karma

David Safier ['sa:fiɐ], né le 13 décembre 1966 à Brême, est un écrivain allemand.

## Biographie
Après le lycée, David Safier étudie d'abord le journalisme. Son expérience de la rédaction lui permet de poursuivre à la radio et la télévision, entre autres, Radio Bremen. Depuis 1996, il travaille comme scénariste et romancier. Il a publié quelques romans, tous traduits en français.
En 2003, il reçoit le Prix Adolf-Grimme dans la catégorie des fictions et de divertissement pour la série Berlin, Berlin.

## Œuvres

### Romans
- Maudit Karma, Presses de la Cité, 2008 ((de) Mieses karma, 2007)  (ISBN 978-2258076617)Réédition Pocket, 2010 (ISBN 978-2266192392)
- Jésus m'aime, Presses de la Cité, 2009 ((de) Jesus liebt mich, 2008)  (ISBN 978-2258079618)Réédition Pocket, 2011 (ISBN 978-2266203647)
- Sors de ce corps, William !, Presses de la Cité, 2010 ((de) Plötzlich Shakespeare, 2010)  (ISBN 978-2258085510)Réédition Pocket, 2012 (ISBN 978-2266214445)
- Sacrée Famille, Presses de la Cité, 2012 ((de) Happy family, 2011)  (ISBN 978-2258092457)Réédition Pocket, 2013 (ISBN 978-2266237901)
- Le Fabuleux Destin d'une vache qui ne voulait pas finir en steak haché, Presses de la Cité, 2014 ((de) Muh!, 2012)  (ISBN 978-2258105409)Réédition Pocket, 2015 (ISBN 978-2266255219)
- (de) 28 jours, 2014
- Toujours maudit !, Presses de la Cité, 2016 ((de) Mieses Karma hoch 2, 2015)  (ISBN 978-2258137066)
- La Ballade de Max et Amelie
- Charmant, Presses de la Cité, 2019 ((de) Traumprinz, 2016)  (ISBN 978-2258150744)
- L'Odyssée de Trö

#### Les Enquêtes de Miss Merkel
1. Meurtre d'un baron allemand, City, 2021 ((de) Miss Merkel, Mord in der Uckermark, 2021)  (ISBN 978-2-8246-1937-8)
2. Six pieds sous terre  (2023)